# Харнетт (округ)
Округ Харнетт (англ. Harnett County) располагается в штате Северная Каролина, США. Официально образован в 1855 году. По состоянию на 2012 год, численность населения составляла 122 135 человек.

## География
По данным Бюро переписи США, общая площадь округа равняется 1556,592 км2, из которых 1541,052 км2 суша и 15,540 км2 или 1,050 % это водоемы.

## Население
По данным переписи населения 2000 года в округе проживает 91 025 жителей в составе 33 800 домашних хозяйств и 24 099 семей. Плотность населения составляет 59,00 человек на км2. На территории округа насчитывается 38 605 жилых строений, при плотности застройки около 25,00-ти строений на км2. Расовый состав населения: белые — 71,13 %, афроамериканцы — 22,50 %, коренные американцы (индейцы) — 0,87 %, азиаты — 0,65 %, гавайцы — 0,07 %, представители других рас — 3,21 %, представители двух или более рас — 1,57 %. Испаноязычные составляли 5,86 % населения независимо от расы.
В составе 36,00 % из общего числа домашних хозяйств проживают дети в возрасте до 18 лет, 53,20 % домашних хозяйств представляют собой супружеские пары проживающие вместе, 13,50 % домашних хозяйств представляют собой одиноких женщин без супруга, 28,70 % домашних хозяйств не имеют отношения к семьям, 23,30 % домашних хозяйств состоят из одного человека, 8,50 % домашних хозяйств состоят из престарелых (65 лет и старше), проживающих в одиночестве. Средний размер домашнего хозяйства составляет 2,61 человека, и средний размер семьи 3,07 человека.
Возрастной состав округа: 27,00 % моложе 18 лет, 10,60 % от 18 до 24, 32,10 % от 25 до 44, 19,90 % от 45 до 64 и 19,90 % от 65 и старше. Средний возраст жителя округа 32 лет. На каждые 100 женщин приходится 97,40 мужчин. На каждые 100 женщин старше 18 лет приходится 95,00 мужчин.
Средний доход на домохозяйство в округе составлял 35 105 USD, на семью — 41 176 USD. Среднестатистический заработок мужчины был 30 265 USD против 22 283 USD для женщины. Доход на душу населения составлял 16 775 USD. Около 11,30 % семей и 14,90 % общего населения находились ниже черты бедности, в том числе — 17,20 % молодежи (тех, кому ещё не исполнилось 18 лет) и 19,40 % тех, кому было уже больше 65 лет.